# シュノーケル (アルバム)
『シュノーケル』は、日本のロックバンド、シュノーケルの自主制作盤。2004年12月18日に発売された。アルバムタイトルはバンド名と同じ「シュノーケル」（セルフタイトル）。
発売同日に福岡のライブハウスDRUM SONにおいてバンド初のワンマンライブ『新水深呼吸』を開催し、同ライブにて130枚以上の売上を記録した。

## 背景
2004年1月にバンドを結成し、地元福岡のテレビ局KBCが主催するバンドオーディション「V3新人オーディション」に参加。「無能の人」は、3人で初めて演奏された楽曲で、同オーディションで演奏された楽曲である。後に「無能の人」は、メジャー2ndアルバム『EQ』に再録音・再アレンジされて収録され、2009年に発売されたベスト・アルバム『Best+』には本作に収録されているアレンジで収録された。
7月7日にデモテープ『大きな水たまり/さいごのチュウ』の無料配布を開始。表題曲の「さいごのチュウ」は、メジャーデビュー後に「波風サテライト」へとリメイクされ、メジャー2ndシングルとして発売された。「大きな水たまり」についても、歌詞の追加やリアレンジなどが施されてメジャー・デビュー・シングルとして発売された。
ボーナス・トラックとして「旅人ビギナー」は、リアレンジなどが施されてメジャー3rdシングルとして発売された。
現在本作は販売が終了しており、ベスト・アルバムにも収録された「無能の人」以外の本作に収録の音源は入手困難となっている。

## 収録曲
| 全作詞・作曲: 西村晋弥、全編曲: シュノーケル。 |                                |          |            |      |
| #                                              | タイトル                       | 作詞     | 作曲・編曲 | 時間 |
| 1.                                             | 「さいごのチュウ」             | 西村晋弥 | 西村晋弥   | 4:11 |
| 2.                                             | 「大きな水たまり」             | 西村晋弥 | 西村晋弥   | 3:59 |
| 3.                                             | 「無能の人」                   | 西村晋弥 | 西村晋弥   | 4:34 |
| 4.                                             | 「旅人ビギナー」(Bonust Track) | 西村晋弥 | 西村晋弥   | 4:27 |
| 合計時間:                                      | 合計時間:                      | 17:11    |            |      |

## 参加ミュージシャン
- 西村晋弥：ボーカル、ギター
- 香葉村多望：ベース
- 山田雅人：ドラムス